# گورستان یوخاری اوزال لیک تپه ۲
قبرستان ۲ یوخاری اوزال لیک تپه مربوط به دوران‌های تاریخی پس از اسلام است و در شهرستان بوئین‌زهرا، بخش آوج، روستای استلج واقع شده و این اثر در تاریخ ۲۵ خرداد ۱۳۸۱ با شمارهٔ ثبت ۵۷۶۸ به‌عنوان یکی از آثار ملی ایران به ثبت رسیده است.